# Мажвидас, Мартинас
Ма́ртинас Ма́жвидас (лит. Martynas Mažvydas, лат. Martinus Mosuidius; ок. 1510, близ Жемайтии — 21 мая 1563 Рагнит, ныне Неман в Калининградской области) — литовский деятель Реформации, лютеранский пастор, первопечатник и писатель; составитель и издатель первой книги на литовском языке. С его именем связано начало письменной традиции на литовском языке.

## Биография
По происхождению, как предполагается, из мелких дворян. До 1546 года жил в Вильно, в 1541—1542 годах скорее всего преподавал в учреждённом Абраомасом Кульветисом в Вильно евангелическом училище (работало до мая 1542 года). Втянулся в реформационное движение и подвергался в Литве преследованиям. По приглашению и на средства прусского герцога Альбрехта Бранденбург-Ансбахского изучал в Кёнигсбергском университете в 1546—1548 годах теологию. Окончил университет со степенью бакалавра и в 1548 году был рукоположен в священники.
Ещё во время учёбы подготовил и в 1547 году издал первую литовскую книгу „Catechismvsa prasty szadei…“ («Простые слова катехизиса»; обычно называют кратко «Катехизис» Мажвидаса) в Кёнигсберге. Книга была отпечатана в типографии Ганса Вейнрейха на средства герцога Альбрехта Бранденбург-Ансбахского. Книга содержала, помимо катехизиса, стихотворное предисловие на литовском языке, одиннадцать церковных песнопений с нотами и первый литовский букварь.
С 1549 года служил пастором в Рагните.
Мажвидас издал переводы духовных песен и молитв. Подготовленный Мажвидасом первый литовский сборник церковных песен «Песни христианские» (I ч. — 1566, II ч. — 1570) издал после его смерти Балтрамеюс Вилентас, кёнигсбергский пастор.

## «Катехизис»
«Катехизис» напечатан готическим шрифтом. Он представляет собой книгу в 79 страниц небольшого формата (11х18 см). Точный тираж «Катехизиса» Мажвидаса неизвестен. Предполагается, что он составлял от 200 до 300 экземпляров. Известно два сохранившихся экземпляра, хранящиеся в Библиотеке Вильнюсского университета и библиотеке торуньского Университета Николая Коперника.. Экземпляр Библиотеки Вильнюсского университета был обнаружен её директором Львом Владимировым в библиотеке им. М. Горького в Одессе. Стараниями Владимирова «Катехизис» был в 1957 году обменян на дублеты на атлас Абрахама Ортелия 1570 года «Зрелище шара земного» и Статут Великого княжества Литовского 1588 года при содействии первого секретаря ЦК Коммунистической партии Литвы Антанаса Снечкуса.
- Катехизис Мажвидаса (1547)
- Переводы Мажвидаса (1549)
- Песни христианские Мажвидаса (1566)

## Признание
В 1979 году бронзовая статуя Мажвидаса установлена в Бирштонасе рядом с библиотекой (скульптор Владас Жуклис). С 1988 года имя Мартинаса Мажвидаса носит Национальная библиотека Литвы (Литовская национальная библиотека имени Мартинаса Мажвидаса, Lietuvos nacionalinė Martyno Mažvydo biblioteka) в Вильнюсе. В 1990 году в честь писателя издан художественный маркированный конверт. В 1997 году в связи с 450-летием выхода «Катехизиса» памятник Мартинасу Мажвидасу установлен в Клайпеде на площади Летувнинку (Lietuvininkų aikštė); автор — скульптор Регимантас Мидвикас.
Имя Мажвидаса носит улица в Вильнюсе в районе Пилайте (Martyno Mažvydo gatvė), в Каунасе и других населённых пунктах Литвы.